# Macquarie Harbour
Pour les articles homonymes, voir Macquarie.
Macquarie Harbour est une baie et un estuaire de l'ouest de la Tasmanie. Le fleuve Gordon et la King River s'y jettent.
Macquarie Harbour est nommée d'après Lachlan Macquarie.
Sarah Island, l'une des îles de Macquarie Harbour, était un bagne de 1822 à 1833.